# Wuchereria
Wuchereria – rodzaj nicieni z rodziny Filariidae.
Przedstawiciele rodzaju:
- Wuchereria bancrofti - filaria Bancrofta
- Wuchereria kalimantani